# سیاست در نروژ
سیاست در نروژ در چارچوب نظام پارلمانی، دموکراسی نیابتی و پادشاهی مشروطه می‌باشد. قوه مجریه توسط شورای ایالتی کابینه به رهبری نخست‌وزیر نروژ اعمال می‌شود. قوه مقننه از طریق نظام چند حزبی، هم به دولت و هم به استورتینگه محول شده‌است. قوه قضاییه مستقل از شاخه مجریه و مقننه می‌باشد. واحد اطلاعات اکونومیست، نروژ را به عنوان یک «دموکراسی کامل» در ۲۰۱۶ میلادی رتبه‌بندی کرد.